# Carlos Carvalhas

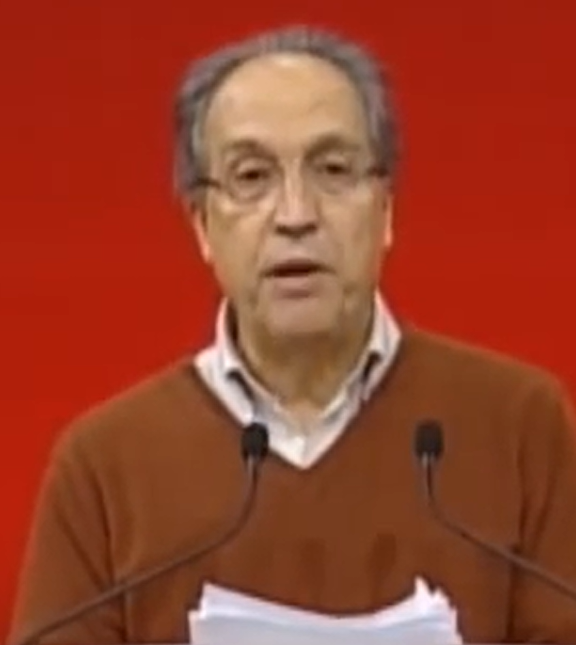
Carlos Carvalhas

Carlos Alberto do Vale Gomes Carvalhas (* 9. November 1941 in São Pedro do Sul) ist ein portugiesischer Politiker. Er war portugiesischer Arbeitsminister und Generalsekretär der Portugiesischen Kommunistischen Partei (PCP; portugiesisch Partido Comunista Português).

## Leben
Carvalhas ist ausgebildeter Wirtschaftswissenschaftler und war während der Diktatur Mitglied der Studenten- und der Gewerkschaftsbewegung. 1969 wurde er Mitglied der PCP. Er war Arbeitsminister in fünf aufeinanderfolgenden Übergangsregierungen nach der Nelkenrevolution 1974.
Von 1976 bis 1983 war er Mitglied des ZK der PCP ohne ständigen Sitz, seit 1983 ist er Vollmitglied des ZK. Er war zudem Mitglied des Parteivorstandes und der Politischen Kommission. Auf dem XIII. (außergewöhnlichen) Parteitag der PKP 1990 wurde Carvalhas zum stellvertretender Generalsekretär gewählt. Von Dezember 1992 (XIV. Parteitag) bis November 2004 (XVII. Parteitag) war Carvalhas Generalsekretär der PCP.
Er gehörte von 1976 bis 2005 als Abgeordneter dem portugiesischen Parlament (portugiesisch Assembleia da República) an. Bei den Wahlen zum Europäischen Parlament 1989 führte er die Liste des Wahlbündnisses Coligação Democrática Unitária (deutsch „Vereinigte Demokratische Koalition“) an und wurde ins Europäische Parlament gewählt. 1991 war er Präsidentschaftskandidat der PCP und erhielt 635.373 Stimmen (12,9 %).